# Blahoslavený Otmar
Blahoslavený Otmar (též Audomar, † asi 670) byl misijním biskupem v Thérouanne. Jeho liturgickou památku slaví katolická církev 1. listopadu.

## Život
Narodil se v Coutances a po smrti své matky se spolu s otcem stal mnichem v klášteře Luxeuil. Zde byl žákem sv. Eustasia. Později byl vysvěcen na kněze a po několika dalších letech na biskupa. Působil v Thérouanne. V roce 654 založil opatství sv. Petra v Sithiu a učinil z něj středisko misijní práce. V roce 663 oslepl a zemřel kolem roku 670.